# Albrecht Graf von Ingelheim

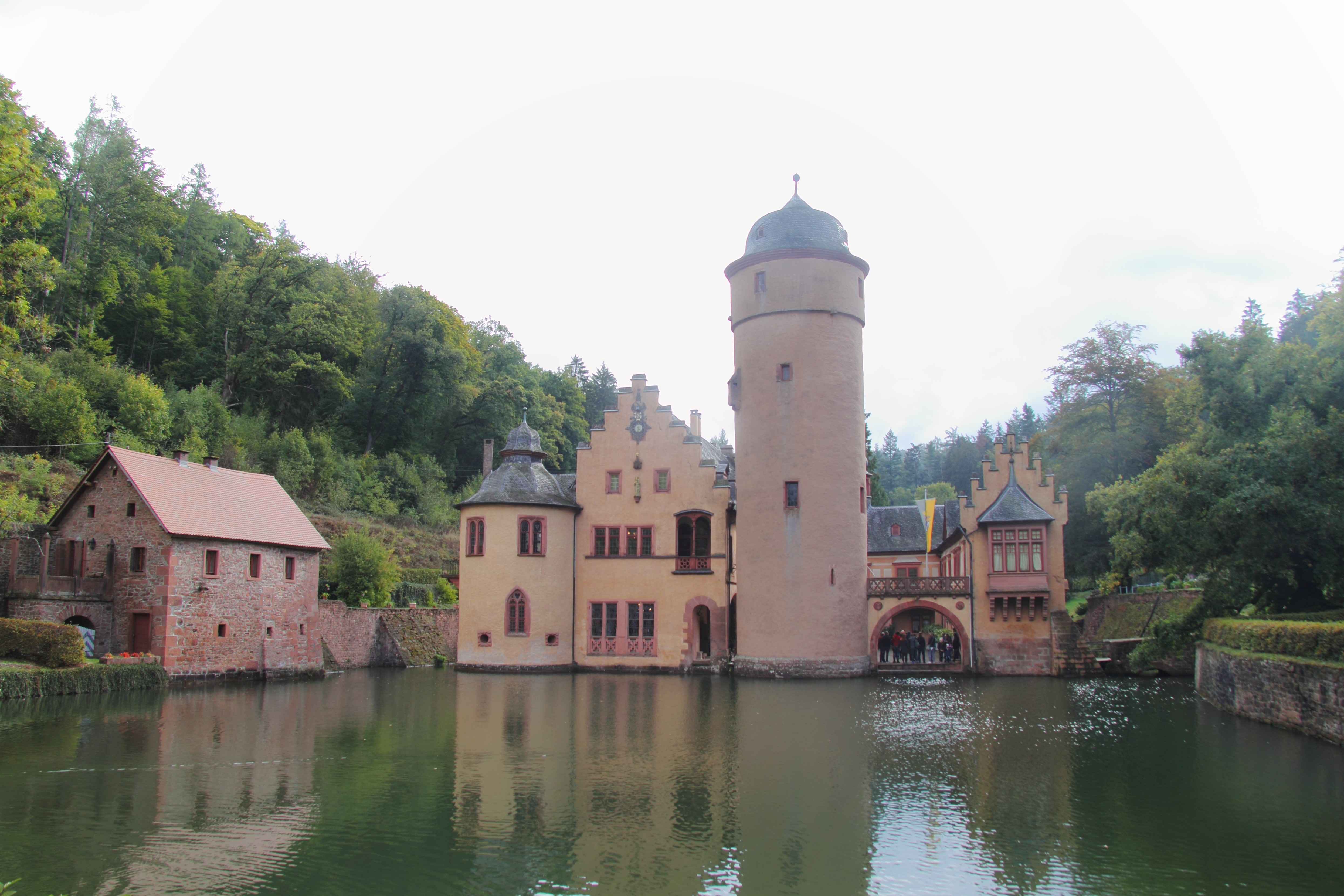
Schloss Mespelbrunn, das Geburtshaus Albrecht Graf von Ingelheims

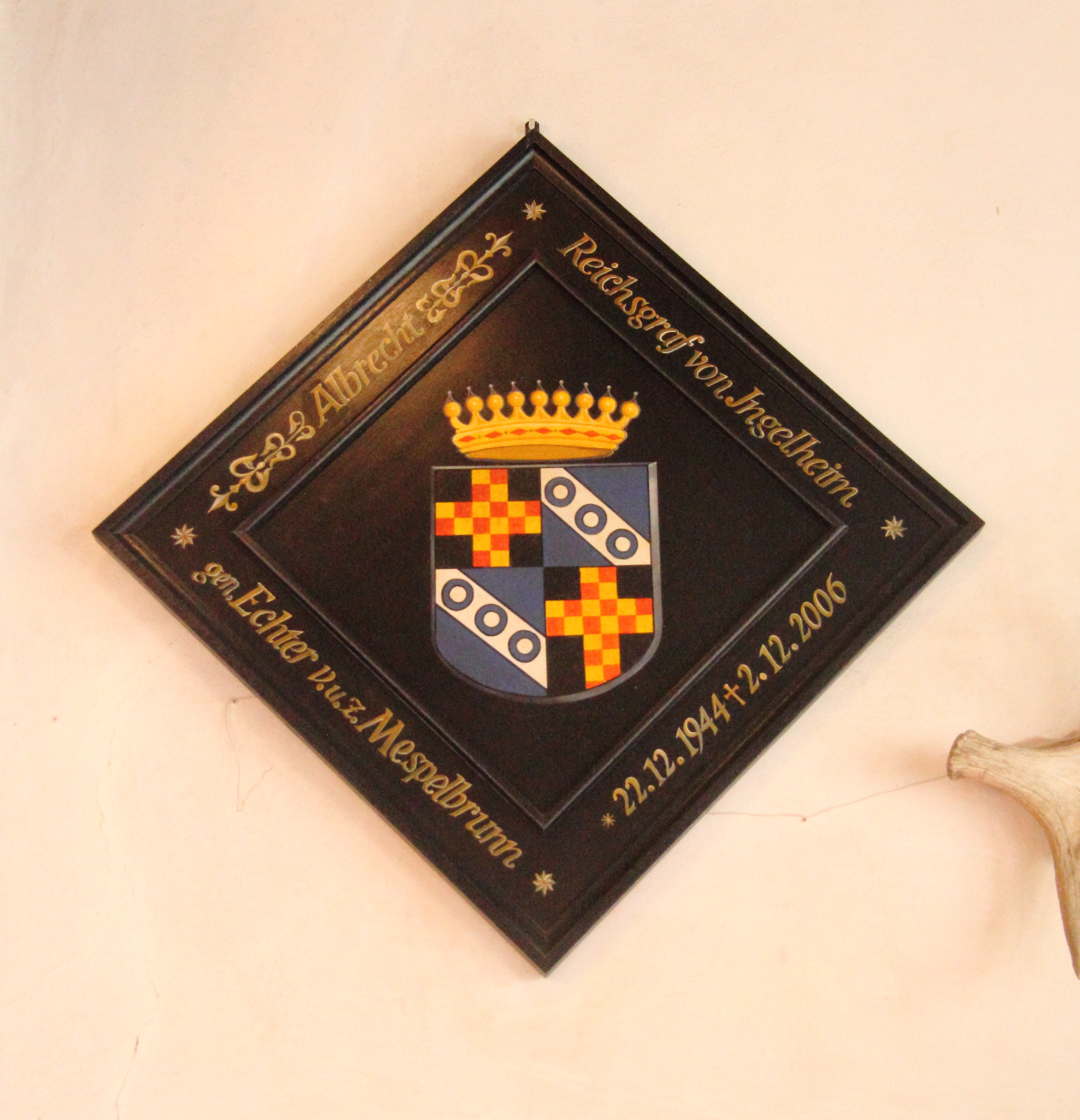
Gedenktafel im Schloss Mespelbrunn

Albrecht Graf von Ingelheim genannt Echter von und zu Mespelbrunn (* 22. Dezember 1944 auf Schloss Mespelbrunn; † 2. Dezember 2006 in Frankfurt am Main) war ein deutscher Kommunalpolitiker.

## Familie
Albrecht von Ingelheim wurde als zweites von sechs Kindern des Hamann Graf von Ingelheim (1908–1972) und Gertrud geb. Freiin von Freyberg-Eisenberg-Allmendingen (1914–2007) geboren. Der älteste Sohn war kurz nach der Geburt gestorben. 
Er war seit 1970 mit Hedwig (* 1944) geb. Freiin von Graes zu Diepenbrock verheiratet; aus der Ehe gingen die drei Töchter Marie Antoinette (* 1973), Delia (* 1974) und Julia (* 1981) hervor.
Die Erbin des Familienanwesens auf Schloss Mespelbrunn ist seine älteste Tochter Marie Antoinette Gräfin von Ingelheim, genannt Echterin von und zu Mespelbrunn – Freifrau von Geyr zu Schweppenburg.

## Leben
Nach dem Abitur in Würzburg studierte er Forstwirtschaft und Betriebswirtschaft in München und Münster. Danach war er Assistent an der Verwaltungshochschule Speyer, ehe er nach dem Tod des Vaters als lebender Ältester den Familienbetrieb übernahm.
Albrecht von Ingelheim engagierte sich schon bald in der Lokalpolitik der damals überschuldeten Gemeinde Mespelbrunn, deren Finanzen er sanierte, des Landkreises Aschaffenburg und des Bezirks Unterfranken. Dem Bezirkstag gehörte er seit 1986 an. Den Vorsitz dieses Gremiums übernahm er am 26. Juni 2001 und behielt dieses Amt bis zu seinem Tode. Er bekleidete auch unter anderem die Ämter des Vorsitzenden des Universitätsbundes Würzburg und von 1978 bis 2006 des 1. Vorsitzenden des Geschichts- und Kunstvereins Aschaffenburg e. V. 
Er engagierte sich weiterhin im Zweckverband Meisterschule Ebern für das Schreinerhandwerk, im Zweckverband Fränkisches Freilandmuseum Fladungen und im Zweckverband Mainfränkisches Museum Würzburg sowie in weiteren Gremien und Stiftungen.
Er war auch Gründungsvorsitzender der Verwaltungsgemeinschaft (VG) Mespelbrunn, der die Gemeinden Dammbach, Heimbuchenthal und Mespelbrunn angehören.
Seit 1978 saß er für die CSU im Kreistag des Landkreises Aschaffenburg und war vom 1. Mai 1978 bis zum 31. Dezember 2005 Bürgermeister der Gemeinde und Vorsitzender der Verwaltungsgemeinschaft Mespelbrunn. Von diesem Ehrenamt trat er aus gesundheitlichen Gründen zurück.
Albrecht Graf Ingelheim wurde in der Familiengrablege der Echter von und zu Mespelbrunn an der Kirche Maria Schnee bei Schloß Mespelbrunn beerdigt.

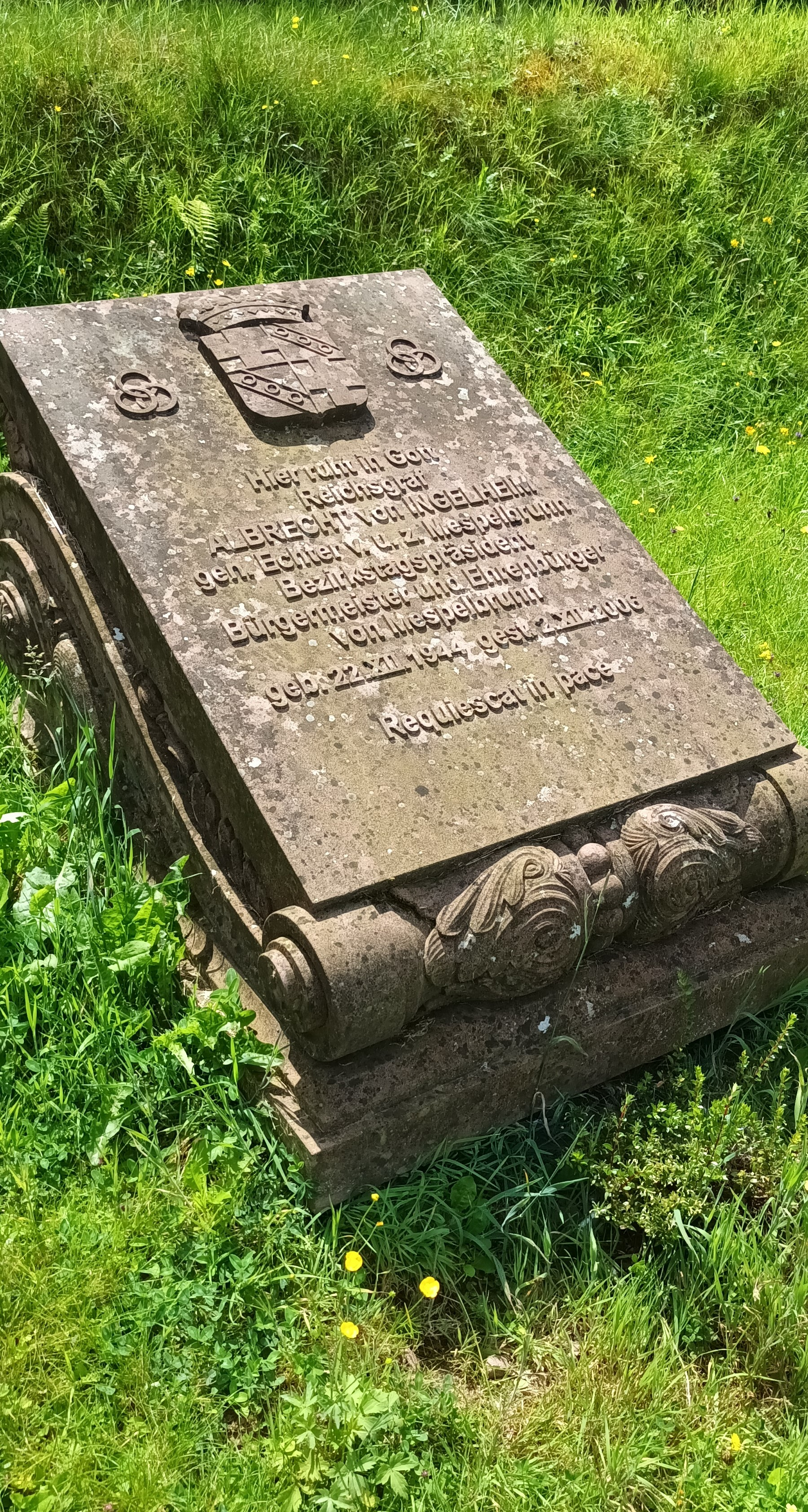
Grabstätte Albrecht Graf von Ingelheim

## Ehrungen
Im Oktober 2006 wurde ihm das Bundesverdienstkreuz am Bande verliehen. Er war Mitglied im Ritterorden vom Heiligen Grab zu Jerusalem sowie Träger der kommunalen Verdienstmedaille in Bronze. Die Gemeinde Mespelbrunn verlieh ihm nach seinem Rücktritt als Bürgermeister die Ehrenbürgerwürde.